# Electric Banana Band (sång)
Electric Banana Band är Electric Banana Bands första hitlåt, den fanns med på albumet Electric Banana Band som släpptes 1981. Låten blev deras ledmotiv och blev mycket populär.